# Костёл Святого Мартина (Львов)
Костёл Свято́го Ма́ртина, Церковь Вифания — памятник архитектуры барокко во Львове (Украина). Находится в районе Подзамче на улице Жолковской, 8 (прежние названия — Святого Мартина, Декабристов).

## История
Деревянный костёл Святого Мартина был основан в 1630 году для католического монашеского ордена кармелитов обутых. Современный вид принял после того, как его отстроили в камне после пожара 1648 года. Позже при костёле размещался госпиталь для инвалидов войн.
Ян Юлиуш Островский утверждал, что Иоганн-Георг Пинзель выполнил какие-то скульптуры для костела.
Костел дал название улице, на которой он расположен-улица Святого Мартина (так она называлась в 1890—1943 и 1944—1946 годах).
В 1990-х годах здание было передано общине евангельских христиан.

## Архитектура
Здание выполнено из камня, однонефное, прямоугольное в плане, с сигнатуркой над высокой двускатной крышей. Фасад костёла расчленяют пилястры, оригинальные капители которых скомпонованы из военной арматуры. Интерьер храма расписал фресками художник И. Маер в XVIII столетии. К костёлу примыкает двухэтажное здание келий, которое со стороны главного фасада включает колокольню.